# Leucopholis horni
Leucopholis horni är en skalbaggsart som beskrevs av Brenske 1900. Leucopholis horni ingår i släktet Leucopholis och familjen Melolonthidae. Inga underarter finns listade i Catalogue of Life.